# 克拉什塔特
克拉什塔特（法語：Crastatt，发音：[kʁaʃtat]；德语：Krastatt）是法国下莱茵省的一个市镇，属于莫尔赛姆区和萨韦尔讷县（Saverne）。该市镇总面积3.39平方公里，2009年时的人口为199人。

## 人口
克拉什塔特人口变化图示